# 2023 DW
2023 DW è un asteroide near-Earth del gruppo Aten. È stato classificato per alcuni giorni al livello 1 della Scala Torino per un possibile impatto con la Terra il 14 febbraio 2046. Tale rischio è stato in seguito escluso portando nuovamente a 0 il valore della Scala Torino ed escludendolo dalla tabella degli asteroidi a rischio d'impatto. 

## Caratteristiche
2023 DW è stato scoperto il 26 febbraio 2023 da Georges Attard e Alain Maury, mediante il MAP (Maury/Attard/Parrott), programma di ricerca di asteroidi a San Pedro de Atacama, quando si trovava a 0,07 au (10 000 000 km) dalla Terra.  Ha un diametro di circa 50 m, all'incirca le dimensioni del meteorite che ha causato l'evento di Tunguska. 
Orbita intorno al Sole con un periodo di 271 giorni ed è giunto al perielio (punto più vicino al Sole) il 26 novembre 2022, quindi si è avvicinato alla Terra dalla direzione del Sole raggiungendo il punto di distanza minima il 18 febbraio 2023 a circa 8 700 000 chilometri (23 distanze lunari).

## Rischio d'impatto con la Terra
Il 28 febbraio 2023, con un arco di osservazione di 1,2 giorni, 2023 DW è stato valutato 1 sulla scala Torino per la possibilità di un impatto previsto con il nostro pianeta il 14 febbraio 2046 alle 21:36 UTC. L'avvicinamento nominale dovrebbe avvenire circa cinque ore prima dello scenario di impatto al 14 febbraio 2046 16:57±16 ore.  Con una valutazione della scala Palermo di −1,86, le probabilità di impatto dell'asteroide rispetto al rischio di fondo sono circa 78 volte inferiori. L'asteroide non è stato osservabile nel periodo dal 4 all'8 marzo, in quanto a partire dal 5 marzo si trovava entro 40 gradi dalla gibbosità della luna crescente.
Il 14 marzo 2023 l'Agenzia spaziale europea è stata la prima a fare scendere la valutazione della scala Torino al valore 0, Sentry ha confermato tale valutazione il 16 marzo 2023. In seguito alle successive osservazioni, il massimo avvicinamento alla Terra è stato calcolato per il 14 febbraio 2046 alla distanza di 4 730 116 chilometri (12,31 distanze lunari) con un'incertezza 3-sigma di ±3 milioni di km, di conseguenza è stato rimosso dalla tabella dei rischi del Sentry il 20 marzo 2023.
| Soluzione JPL Horizons (data del calcolo) | Arco di osservazione (in giorni) | Distanza geocentrica stimata           | Regione d'incertezza (3 sigma) | Probabilità d'impatto | Scala Torino | Scala Palermo |
| ----------------------------------------- | -------------------------------- | -------------------------------------- | ------------------------------ | --------------------- | ------------ | ------------- |
| JPL n. 2 (28 febbraio 2023)               | 2 (38 osservazioni)              | 0,0165 au (2,47 milioni di chilometri) | ±21 milioni di km              | 1:770                 | 1            | –2.28         |
| JPL n. 5 (3 marzo 2023)                   | 4 (55 osservazioni)              | 0,0181 au (2,71 milioni di chilometri) | ±18 milioni di km              | 1:710                 | 1            | –2.21         |
| JPL n. 6 (4 marzo 2023)                   | 6 (60 osservazioni)              | 0,0095 au (1,42 milioni di chilometri) | ±13 milioni di km              | 1:543                 | 1            | –2.11         |
| JPL n. 7 (5 marzo 2023)                   | 6 (62 osservazioni)              | 0,0124 au (1,86 milioni di chilometri) | ±13 milioni di km              | 1:613                 | 1            | –2.16         |
| JPL n. 8 (6 marzo 2023)                   | 6 (62 osservazioni)              | 0,0123 au (1,84 milioni di chilometri) | ±13 milioni di km              | 1:560                 | 1            | –2.12         |

| 2023 DW avvicinamento alla Terra il 14 febbraio 2046 | 2023 DW avvicinamento alla Terra il 14 febbraio 2046 |
| ---------------------------------------------------- | ---------------------------------------------------- |
| Data e ora dell'approccio                            | Distanza nominale                                    |
| 14 febbraio 2046 13:15 ± 72 minuti                   | 4730116 km                                           |

### Corridoio di rischio
Il corridoio di rischio era stato calcolato al 3 marzo 2023 con un arco di osservazione di 4 giorni e 55 osservazioni. L'asteroide in caso d'impatto molto probabilmente sarebbe caduto sull'Oceano Pacifico. Era comunque già molto probabile che l'asteroide mancasse la Terra di circa 2 milioni di km con una regione di incertezza 3 sigma di ±13 milioni di km. 

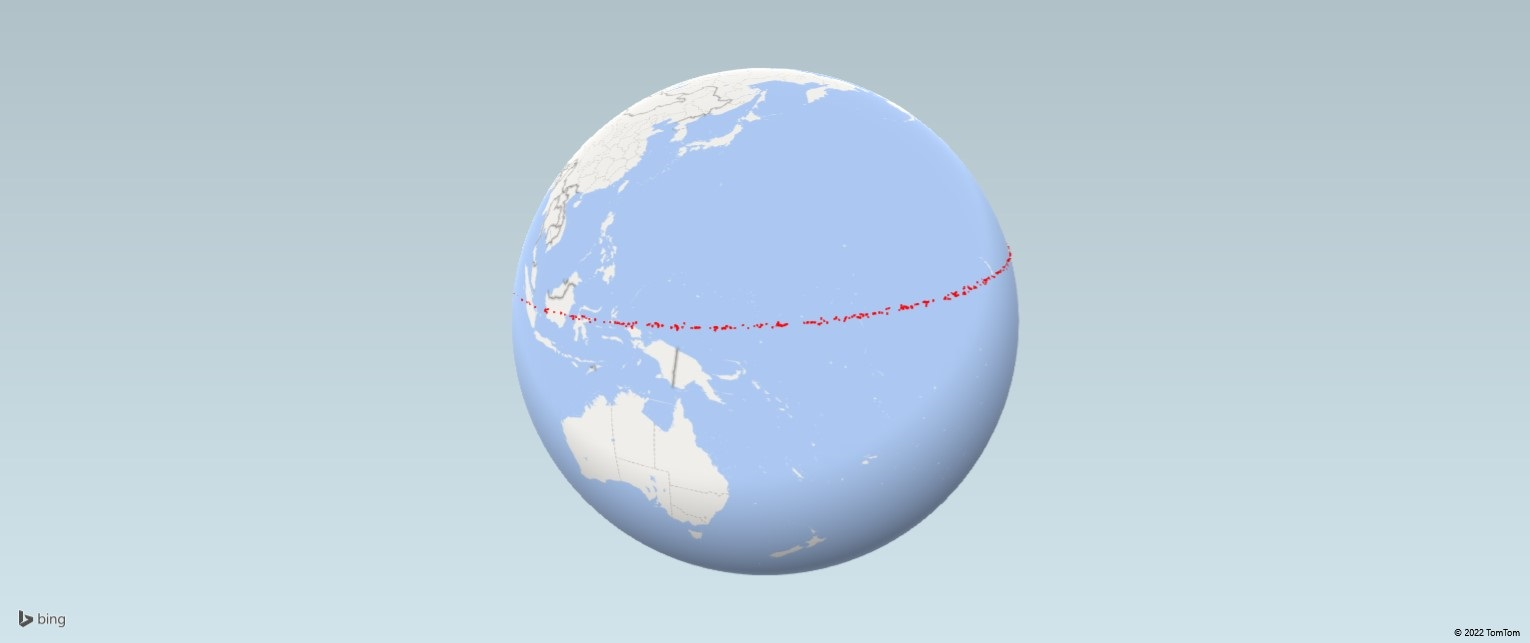
Corridoio di rischio sull'Indonesia e sull'Oceano Pacifico
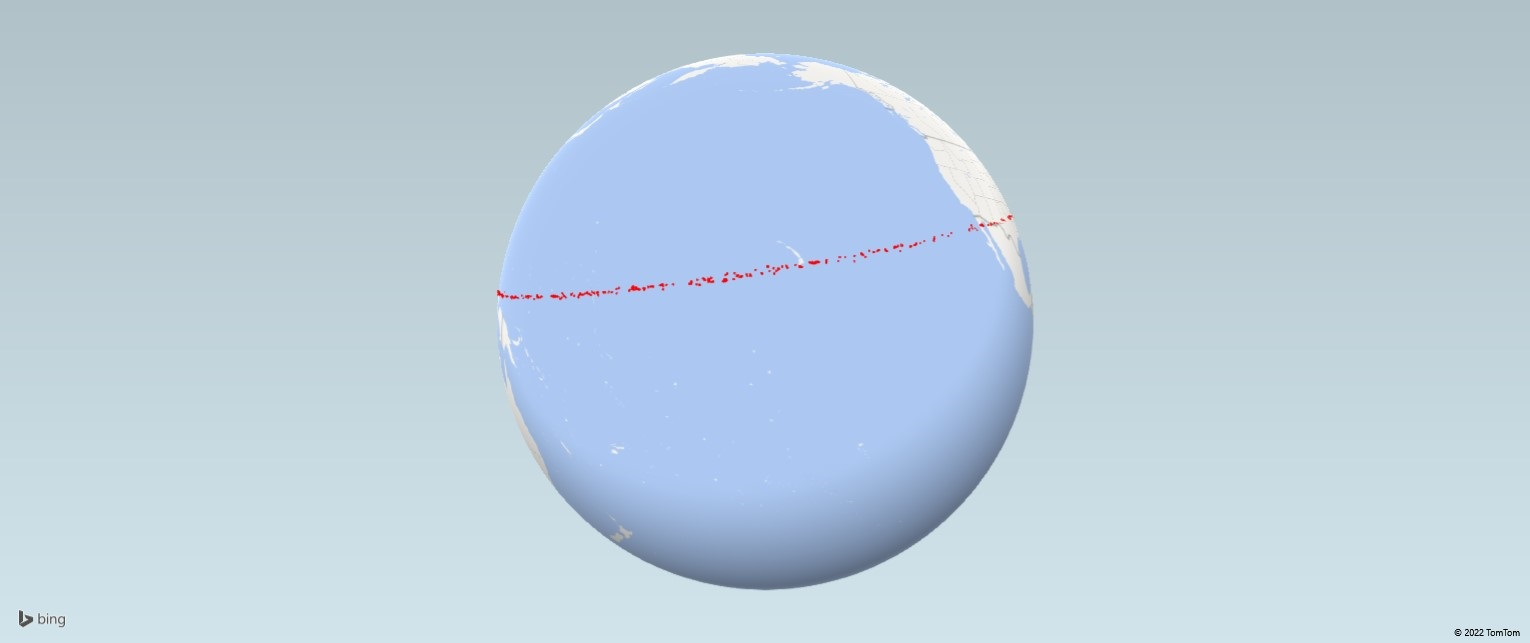
Corridoio di rischio sopra l'Oceano Pacifico e le Hawaii
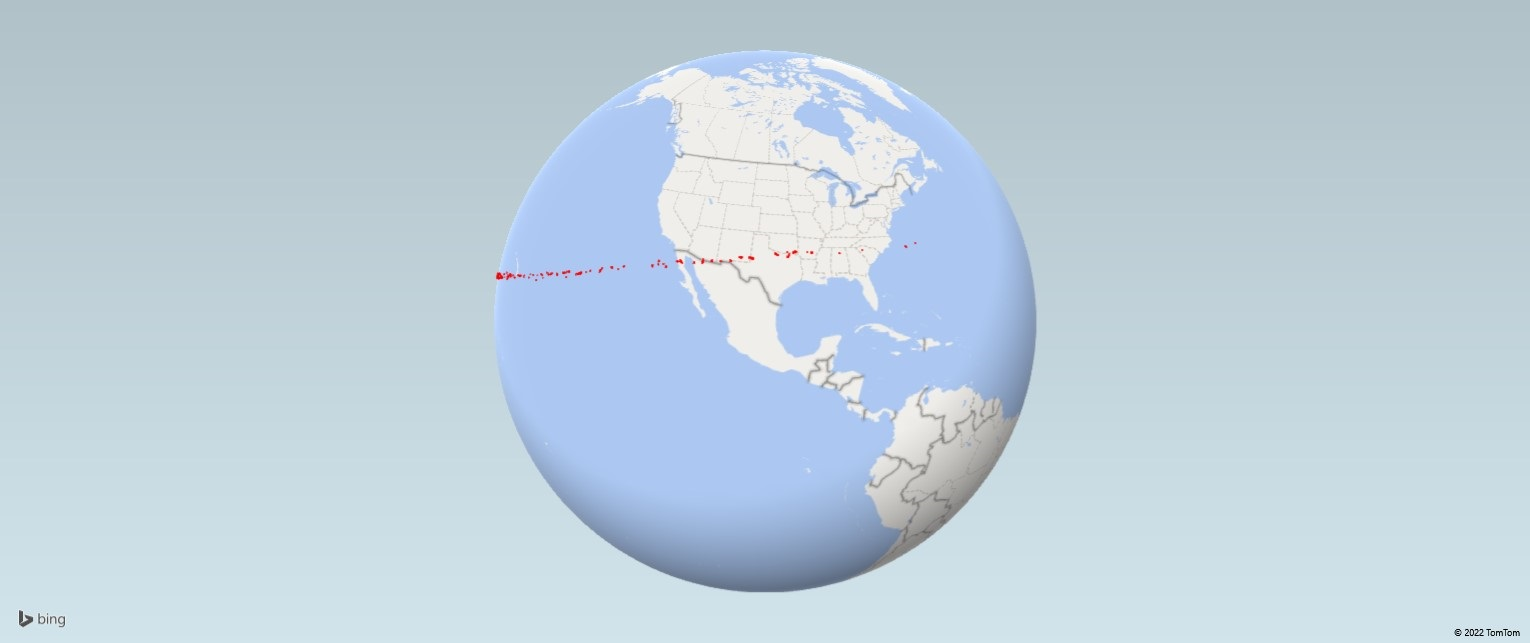
Corridoio di rischio su Messico e Stati Uniti
Diagramma che mostra perché man mano che la regione di incertezza si riduce, la probabilità di impatto può aumentare e poi improvvisamente scendere a 0.

### Annotazioni
1. 1 2  Si stima che l'asteroide Tunguska fosse un comune asteroide pietroso di circa 50-60 metri di diametro e di dimensioni simili a 2023 DW. La meteora di Chelyabinsk aveva un diametro di circa 18 metri. Il Meteor Crater è stato originato da una meteora di ferro-nichel relativamente rara (solo il 5% della popolazione) di circa 50 metri di diametro.
2. ↑  Il "rischio di fondo" è definito come il rischio medio di impatto rappresentato da oggetti di dimensioni uguali o maggiori nel corso degli anni fino alla data del potenziale impatto. Una valutazione della scala Palermo pari a 0 sarebbe uguale al rischio di fondo.

### Fonti
1. 1 2   MPEC 2023-D71 : 2023 DW, su www.minorplanetcenter.net. URL consultato il 13 marzo 2023.
2. ↑   Sentry: Earth Impact Monitoring, su cneos.jpl.nasa.gov.
3. ↑   JPL/HORIZONS (2023 DW) 2023-Mar-14 19:31:32, su ssd.jpl.nasa.gov.
4. 1 2   Sentry: Earth Impact Monitoring, su cneos.jpl.nasa.gov. URL consultato il 26 marzo 2023.
5. 1 2   Small-Body Database Lookup, su ssd.jpl.nasa.gov. URL consultato il 26 marzo 2023.
6. ↑   JPL/HORIZONS (2023 DW) 2023-Feb-28 14:08:07, su web.archive.org, 28 febbraio 2023. URL consultato il 13 marzo 2023 (archiviato dall'url originale il 28 febbraio 2023).
7. ↑   JPL/HORIZONS (2023 DW) 2023-Mar-03 06:55:34, su web.archive.org, 3 marzo 2023. URL consultato il 13 marzo 2023 (archiviato dall'url originale il 3 marzo 2023).
8. ↑   JPL/HORIZONS (2023 DW) 2023-Mar-04 08:08:13, su web.archive.org, 4 marzo 2023. URL consultato il 13 marzo 2023 (archiviato dall'url originale il 4 marzo 2023).
9. ↑   JPL/HORIZONS (2023 DW) 2023-Mar-05 07:43:48, su web.archive.org, 5 marzo 2023. URL consultato il 15 marzo 2023 (archiviato dall'url originale il 5 marzo 2023).
10. ↑   JPL/HORIZONS (2023 DW) 2023-Mar-06 13:51:45, su web.archive.org, 6 marzo 2023. URL consultato il 15 marzo 2023 (archiviato dall'url originale il 6 marzo 2023).